# J. G. Wessels Boer
J. G. Wessels Boer (Jan Gerard Wessels Boer) ( 1936) es un botánico y pteridólogo neerlandés.

## Obra
- 1962. The New World Species of Trichomanes Sect. Didymoglossum Ad Microgonium

- 1965. Indigenous Palms of Suriname. Leiden

- 1968. The Geonomoid Palms. Nederlandse Akademie van Wetenschappen

- 1971. Clave descriptiva de las palmas de Venezuela. Acta botánica venezuelica 6 (1-4): 1-64

- 1976. Fa joe kan tak' mi no moi: inleiding in de flora en vegetatie van Suriname. Flora (plantenbeschrijvingen).. (t/m Hypericaceae) vol. 1. Con W. H. A. Hekking, J. P. Schulz, Alberta M. W. Mennega. Ed. STINASU, 129 pp.

- 1987. Symposium bodemkwaliteit. Ed. VTCB (Voorlopige Technische Commissie Bodembescherming) 141 pp.

- 1988. Palmas indígenas de Venezuela. pp. 332 pb. Pittieria typoschr. Univ. de los Andes. Mérida
- La abreviatura «Wess.Boer» se emplea para indicar a J. G. Wessels Boer como autoridad en la descripción y clasificación científica de los vegetales.[2]